# 福島市立南向台小学校
福島市立南向台小学校（ふくしましりつ なんこうだい しょうがっこう）は、福島県福島市にある公立小学校である。

## 概要
福島市南東部の渡利地区に属する丘陵地に造成された南向台の人口増加に伴い、福島市立杉妻小学校の学区から分離する形で設置された小学校であり、地区中心部の二丁目に位置する。2020年5月1日現在、6学級107名の児童が在籍する。校章は南向台から望める吾妻山に咲くアズマシャクナゲをデザインしたもので、中心の円が当校で学ぶ児童の和を、そこから延びる3つの花が知性、徳性、健康の調和のとれた成長を目指し花開く児童の姿を、花を囲む3枚の葉が児童を支える学校、家庭、地域社会の協力を表している。

## 沿革
- 1996年（平成8年）5月31日 - 鉄筋コンクリート造り3階建の校舎が竣工する。
- 1997年（平成9年）
  - 3月19日 - 体育館と水泳プールが竣工する。
  - 4月1日 - 杉妻小学校の一部学区を分離し、福島市立南向台小学校が開校する。
- 2006年（平成18年）11月18日 - 創立10周年記念式典挙行。
- 2011年（平成23年）3月 - 11日に発生した東日本大震災と、それに伴う東京電力福島第一原子力発電所事故による避難区域からの避難者のための避難所が設置される。それに伴い臨時休校となり卒業式が中止される。
- 2016年（平成28年）10月29日 - 創立20周年記念式典挙行。

## 教育方針
教育目標
- 高い理想をめざしチャレンジする、心豊かで「輝くひとみ」の子どもを育成する
  - 自ら学ぶ子ども
  - 心豊かな子ども
  - 元気な子ども

## 学校行事
| - 4月 入学式・１学期始業式 - 5月 運動会・家庭訪問 - 6月 プール開き | - 7月 １学期終業式 - 8月 ２学期始業式 - 9月 遠足 | - 10月 学習発表会 - 11月 マラソン記録会 - 12月 ２学期終業式 | - 1月 ３学期始業式 - 2月 なわとび記録会 - 3月 修了式・卒業式 |

## 通学区域
- 渡利地域
  - 南向台
  - 渡利（字絵馬平）

## 進学先中学校
- 福島市立渡利中学校
- 福島市立福島第一中学校[3]

## 学区 / 校区内の主な施設
- 南向台ハイタウン
- 国道114号渡利バイパス
  - 絵馬平トンネル
- 延命地蔵尊

## 交通
- JR南福島駅より約4.1㎞、福島交通路線バス南向台線1号公園前下車後徒歩1分[4]。